# Schildhof Steinhaus

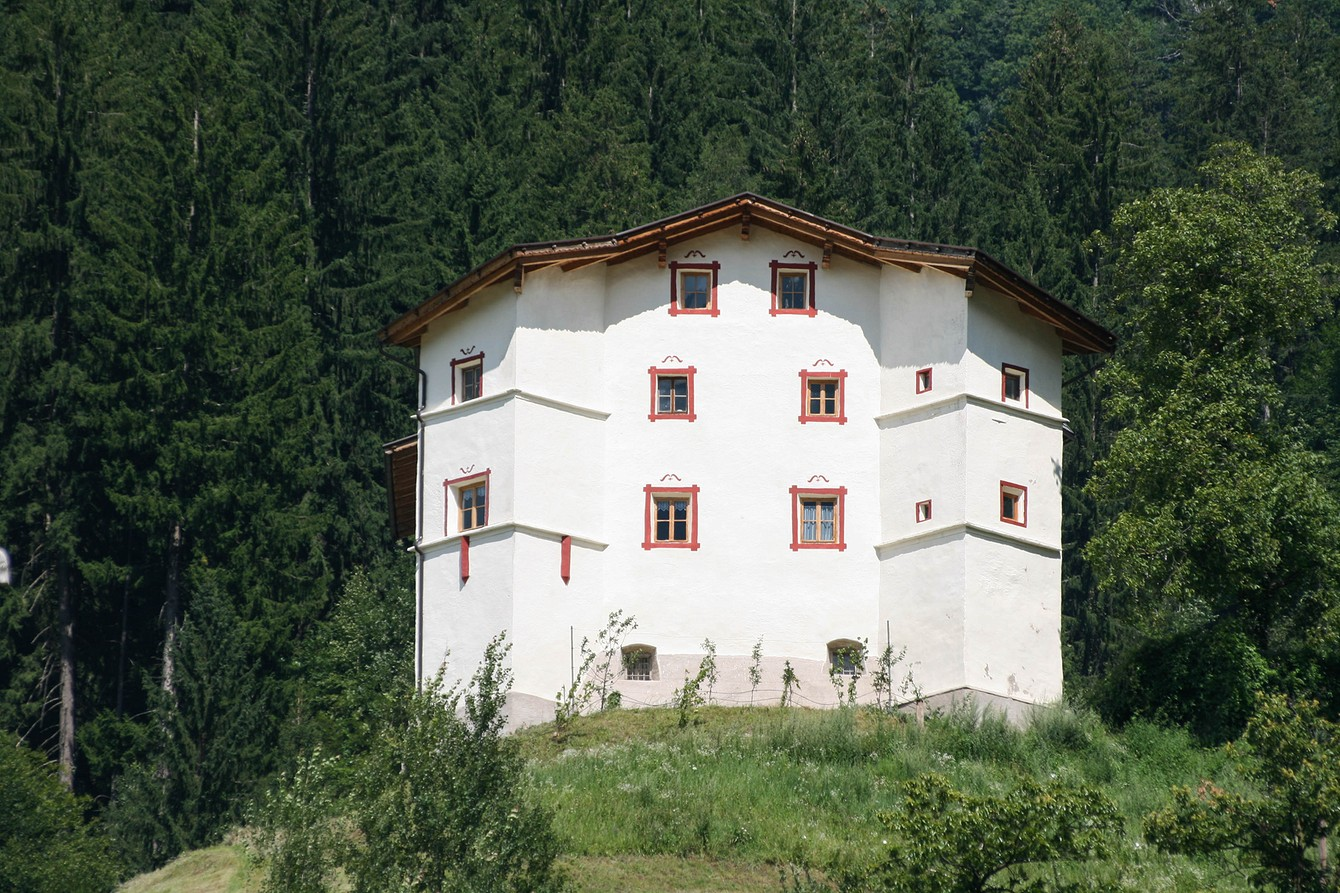
Schildhof Steinhaus

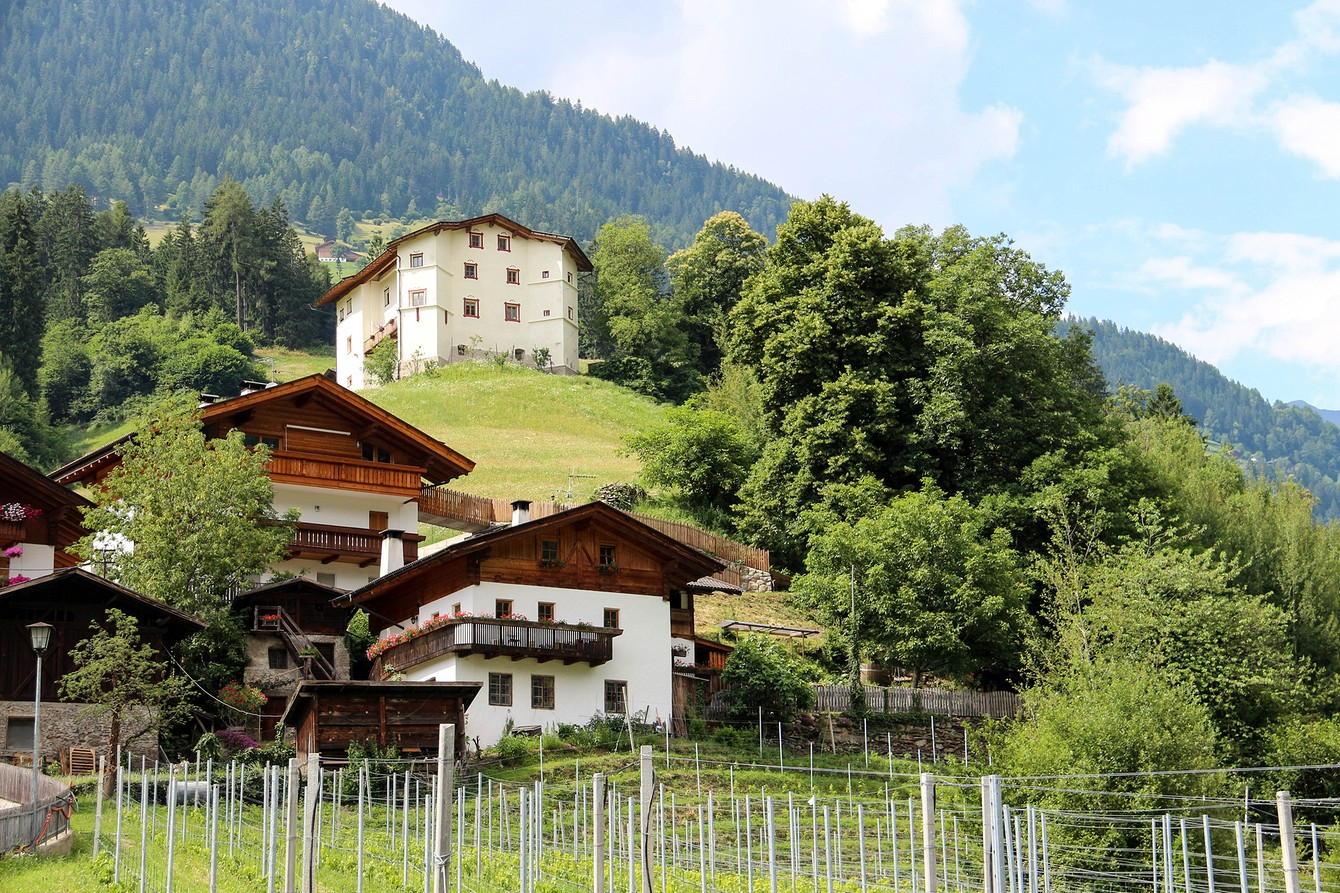
Blick auf Steinhaus

Der Schildhof Steinhaus in der Gemeinde St. Martin in Passeier in Südtirol ist ein geschütztes Baudenkmal. 

## Lage
Der Schildhof Steinhaus erhebt sich auf einem Hügel über dem Dorf St. Martin. 

## Geschichte

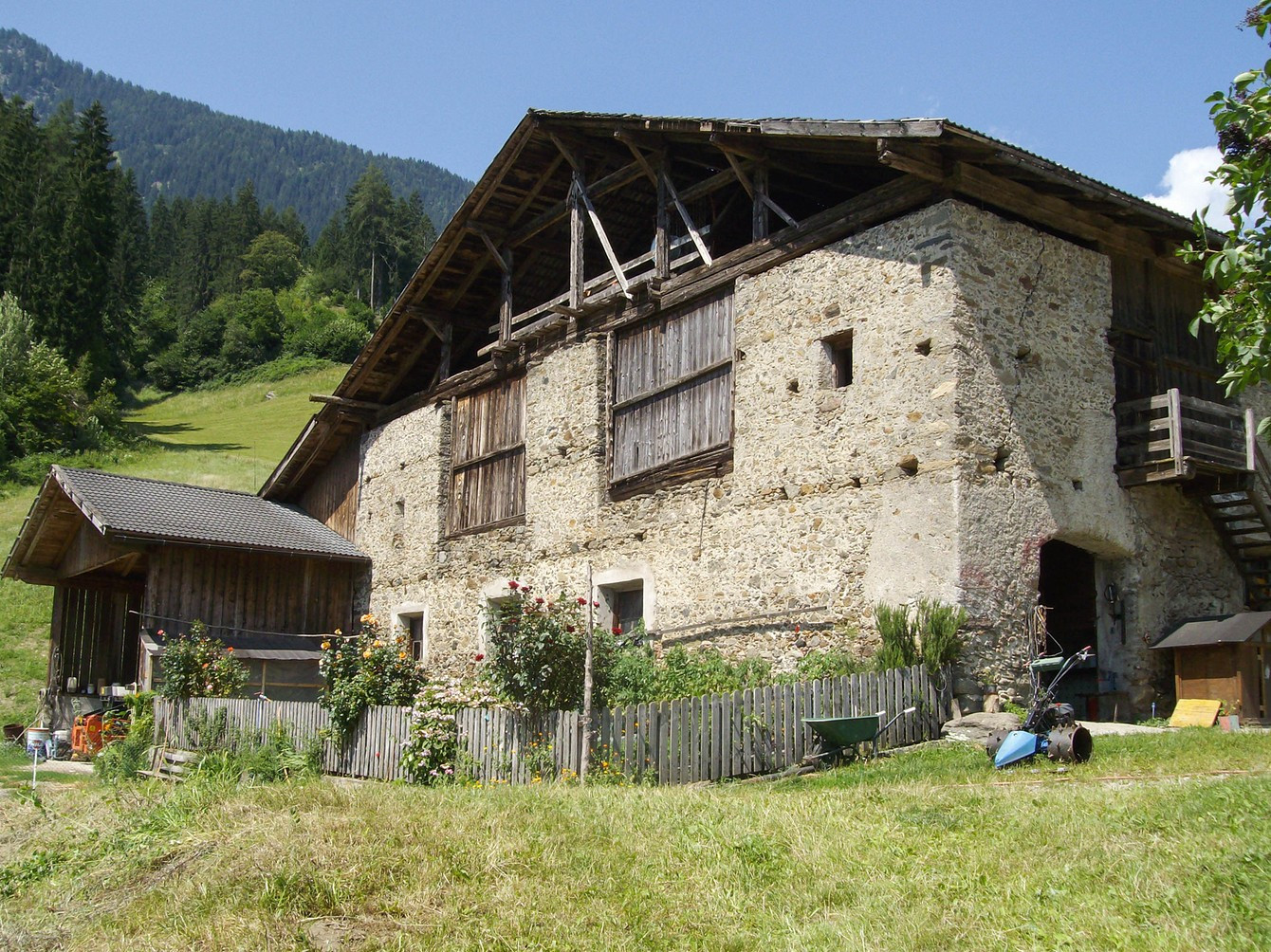
Stadel bzw. Stallgebäude

Der Schildhof wurde 1285 erstmals urkundlich erwähnt und war zunächst Sitz der Edlen von Steinhaus, welche als Wappen auf silbernen Grund zwei roten (nicht) zusammenhängende Krebsscheren führten. 1317 verlieh der Tiroler Landesfürst Berthold von Steinhaus die Rechte eines Schildhofes. 1394 erscheint Nicolaus von Staynhauser aus Passeier als Salzmaier in Hall. Nach dem Aussterben derer von Steinhaus kam der gleichnamige Edelsitz an die Herren von Niederthor. 1639 veräußerte Jakob von Khuen den Besitz an Maximilian Graf von Mohr. Dessen Witwe Ursula geb. Fieger von Hirschberg überließ Steinhaus 1665 für 3060 fl. dem Benediktinerstift Marienberg. 1733 bezeichnete man Steinhaus zugleich als ein Schloss, adligen Ansitz, wie auch als einen Schildhof. Von dem Kloster wechselte das Anwesen zu Beginn des 19. Jahrhunderts an einen Bauern. 23. April 1982 erfolgte von Seiten des Landesdenkmalamtes die Unterschutzstellung. 

## Beschreibung
Die heutige Gestalt des Schildhofes geht auf das Ende des 15. bis Anfang des 16. Jahrhunderts zurück. Das Gebäude besitzt zwei Ecktürme, einen Erker und einen schmalen Rundturm. Als Eingang dient ein Spitzbogentür. Mehrere Innenräume sind gewölbt und polychrom bemalt. Neben dem Wohnhaus steht ein alter Stadel. 